# Theodor Feller
Oswald Theodor Feller (* 30. November 1836 in Grimma; † 5. August 1903 am Padauner Kogel, Tuxer Alpen) war ein deutscher Lehrer,  Autor und Bergsteiger.

## Leben und Wirken
Nach dem Schulbesuch u. a. an der Fürstenschule Grimma und erfolgter Promotion zum Dr. phil. an der Universität Leipzig wurde Feller 1861 Lehrer an der Realschule mit Progymnasium in Annaberg im Erzgebirge. Noch im gleichen Jahr wechselte er als 15. Lehrer an das Gymnasium und an die Realschule in Zittau. 1862 wurde er dort 14. Lehrer und 1864 zwölfter Lehrer. Er unterrichtete Deutsch und Latein. Später wurde er Oberlehrer und erhielt 1877 den Professor-Titel verliehen.
Am 17. Juni 1884 gelang Theodor Feller die Erstbesteigung der Fellerwand (Fellerova věž) im Königreich Böhmen.
1890 gelang ihm die Erstbesteigung des nach ihm benannten Fellerkofels bei Jítrava.
Am 12. Mai 1895 gelang es ihm zusammen mit Adolf Gahler und Ferdinand Siegmund die Fellerwand der Rabensteine im Lausitzer Gebirge mit Hilfe einer eigens dafür angefertigten Strickleiter zu bezwingen.
Feller verunglückte Anfang August 1903 unweit des Brenners. Er hatte Quartier im Steinach am Brenner bezogen und war allein zur Besteigung des Padaunerkogels (2066 m) in den Tuxer Alpen aufgebrochen, von der er nicht wieder zurückkehrte. Er galt als vermisst und Nachforschungen blieben zunächst ohne Ergebnis. Erst am 28. Oktober fand ein Bauer aus Vals (Tirol) seine Leiche am Fuß des Berges. Beim Toten befanden sich noch alle Wertgegenstände.

## Publikationen (Auswahl)
- Latein. Ode zur Jubelfeier der alten und Einweihung des neuen Gymnasialgebäudes zu Bautzen. 1867.
- De Sophoclis Oedipo Coloneo commentatio. Zittau, 1869.
- Lateinisches Festgedicht (alcäische Ode) zur Einweihung des Johanneums. Zittau, 1871.
- Festgedicht zum 300-jährigen Jubiläum des Gymnasiums Zittau am 9. und 10. März 1886. In: Festschrift, Zittau, 1886.
- Lyriker im Versmass der Urschrift übersetzt von Theodor Feller. In: Programm des Gymnasiums Zittau, 1896, S. 4–11.